# Passerelle Adàwe
La passerelle Adàwe (en anglais : Adàwe Crossing) est un pont pour piétons et cyclistes qui enjambe  la rivière Rideau à Ottawa, Ontario, Canada. Il est situé à environ 1 200 m au nord (en aval) du pont de l'autoroute 417 (pont provincial Constable J. Robert Maki) et à 800 m au sud (en amont) du pont Cummings. Elle a été ouverte le 4 décembre 2015 et relie les communautés d'Overbrook et de la Côte-de-Sable.
La passerelle Adàwe fait environ 125 m de long. Elle est composée de trois travées avec des poutres en acier variables et un tablier en béton composite. La largeur utilisable du pont est de 4 m et elle augmente jusqu'à 7 m au niveau des deux piliers médians qui offrent deux zones d'observation sur les côtés nord et sud. La rivière Rideau est navigable et la hauteur du pont respecte les exigences de dégagement des eaux, notamment celles liées aux opérations annuelles de déglaçage printanier.

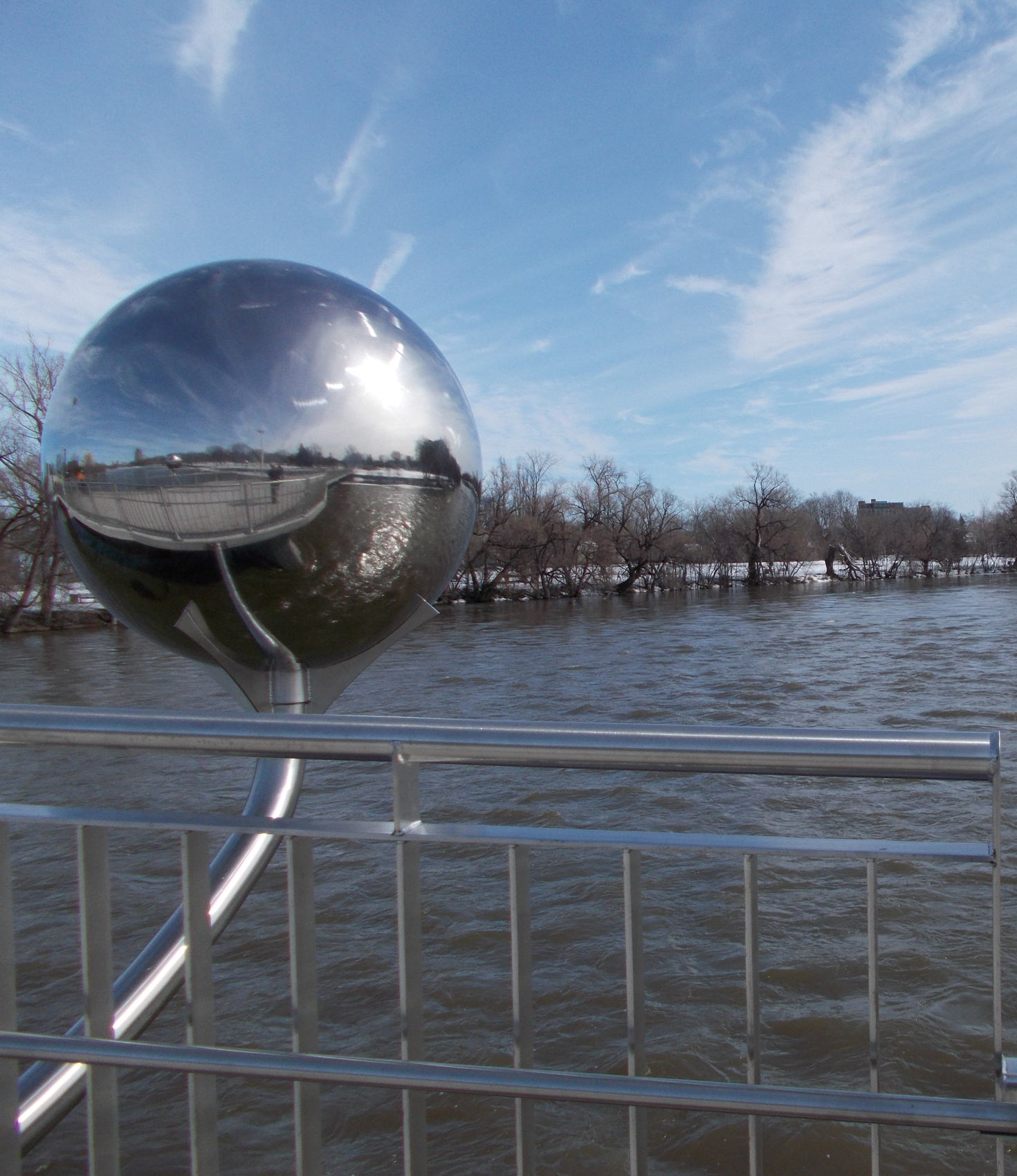
Œuvre d'art intitulée « Une vue de deux côtés » - Mars 2016

Le budget de conception et de construction du pont et des travaux connexes s'élevait à 9,2 millions de dollars. Il comprenait la construction de voies de connexion polyvalentes depuis le pont vers l'ouest à travers le parc Strathcona jusqu'à l'intersection de Range Road et de Somerset Street East et vers l'est le long de Donald Street jusqu'à North River Road, ainsi que la réhabilitation du parking du parc Strathcona et d'une courte section de Donald Street.
Au cours des dix premiers jours qui ont suivi l'ouverture du pont, environ 20 000 déplacements ont été effectués par des piétons et des cyclistes. Le mois le plus fréquenté à ce jour a été juillet 2017, avec plus de 121 000 déplacements. Le nombre total de traversées mensuelles de mai à septembre inclus, durant les mois de pointe où le cyclisme est pratiqué, varie entre 90 000 et 110 000 déplacements, généralement répartis de manière égale entre les piétons et les cyclistes. La passerelle Adàwe continue d'être un endroit populaire pour la prise de photos depuis le pont, du pont et de l'œuvre d'art du pont « Une vue de deux côtés ».
Le passerelle et ses sentiers font partie d'une piste cyclable transversale de la Ville d'Ottawa (route n° 3) identifiée dans le Plan cyclable d'Ottawa. À l'ouest, cette piste cyclable traverse la ville et mène, via la rue Somerset Est, jusqu'à l'Université d'Ottawa et au centre-ville d'Ottawa. Le parcours cyclable se poursuit jusqu'à la passerelle Corktown au-dessus du canal Rideau.

## Histoire

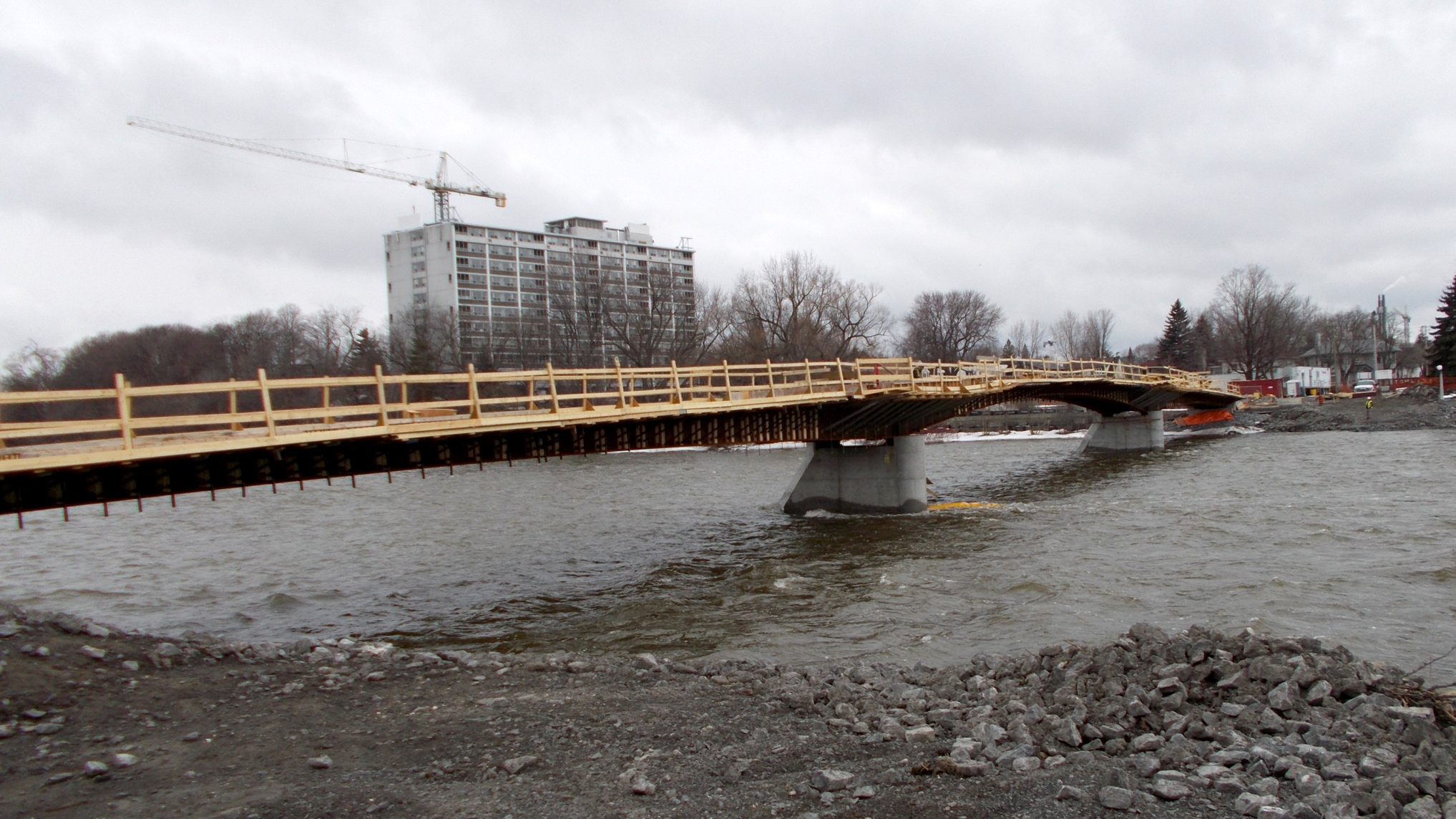
Pont en construction avril 2015

La passerelle Adàwe n’est pas la première construite à cet endroit. Une passerelle saisonnière en bois a été installée à peu près au même endroit au cours de la première moitié du siècle dernier et apparaît sur des photos aériennes de 1928. En 1952, le pont a été emporté par les eaux et n'a pas été remplacé. Les plans pour une nouvelle liaison par pont sont identifiés dans le Plan secondaire de la Côte-de-Sable de 1994, toujours en vigueur, et qui fait partie du Plan officiel de la Ville d'Ottawa. Plus récemment, ce principe a été intégré au Plan directeur des transports de la Ville de 2013, au Plan piétonnier d'Ottawa et au Plan cyclable d'Ottawa.

## Appellation
« Adàwe » est un mot algonquin qui signifie « commerce », un mot qui symbolise l'importance historique de la rivière et qui est symbolique de l'histoire de la rivière Rideau, du patrimoine autochtone de la région et de la capacité du pont à relier les communautés de chaque côté,. Ce nom a été recommandé par un comité de sélection formé par les conseillers municipaux Mathieu Fleury (Rideau-Vanier) et Tobi Nussbaum (Rideau-Rockcliffe) et accepté par le Conseil le 25 novembre 2015.

## Œuvre d'art – «Une vue de deux côtés»

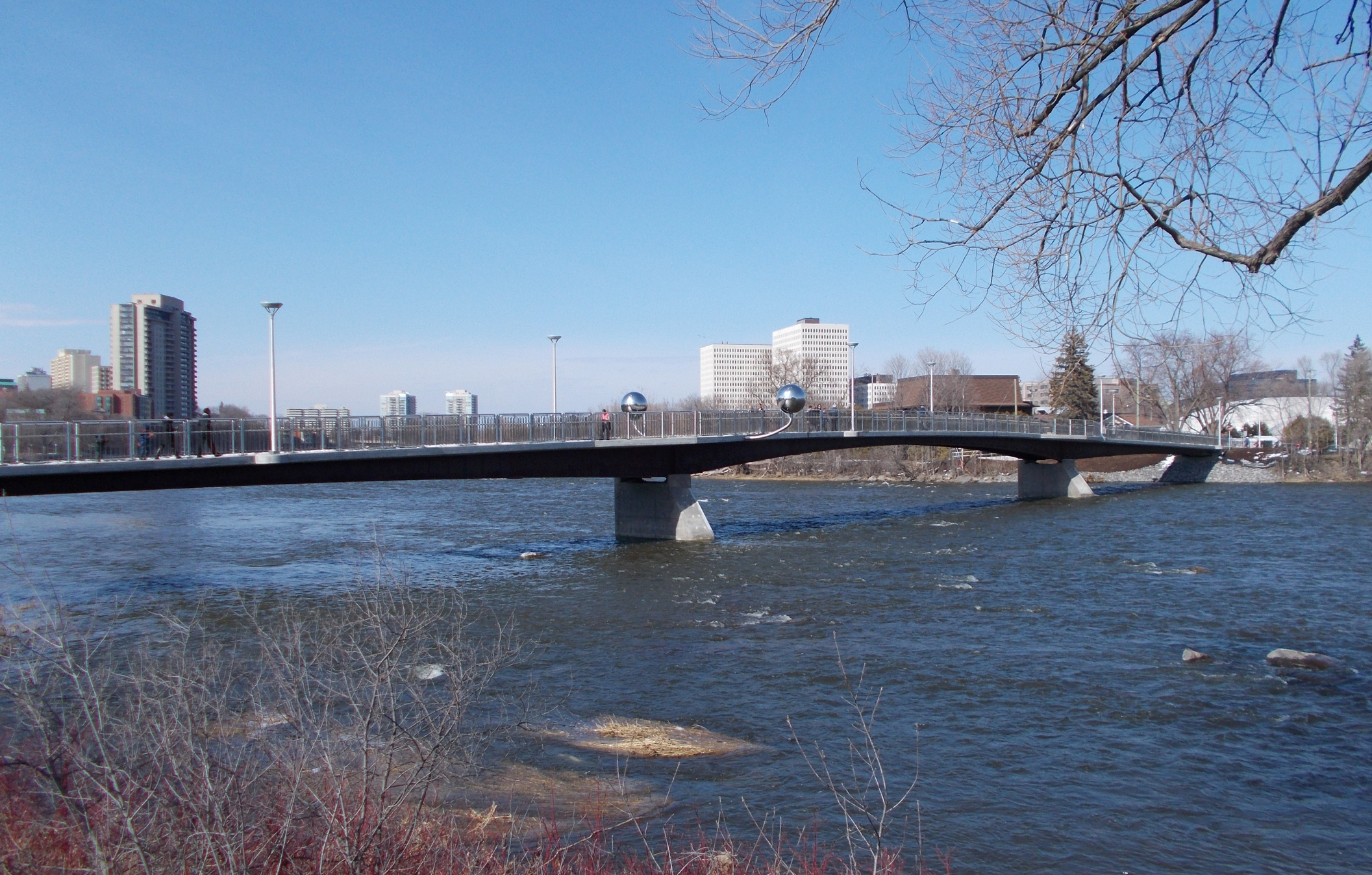
Œuvre d'art sphérique « Une vue de deux côtés » visible sur le passage d'Adàwe - vue vers le nord (en aval) Mars 2016

« Une vue de deux côtés » est une commande d’art public de la Ville d’Ottawa située sur la passerelle Adàwe. Lors des Prix de design urbain de la Ville d'Ottawa 2017, elle a remporté un prix de mérite : éléments urbains. L'œuvre, réalisée par l'artiste d'Ottawa Kenneth Emig, est constituée de deux sphères réfléchissantes en acier inoxydable de 1,5 m de diamètre, suspendues au niveau des yeux au-dessus du niveau du pont. Chaque sphère présente à l'observateur une vue panoramique en constante évolution qui comprend le ciel, la rivière, les rives, le pont, les piétons et les cyclistes.
Le pont donne accès à la beauté naturelle des parcs environnants, de la rivière et de la communauté depuis le milieu de la rivière. « Une vue de deux côtés » condense cette expérience visuelle plus large en deux lieux et place le spectateur au milieu, à la fois visuellement et au sens figuré, améliorant ainsi l'expérience humaine d'un bel endroit. L'œuvre offre un lieu de rencontre avec l'environnement qui l'entoure et de découverte de la sensualité de l'engagement.